# Limonia alboangusta
Limonia alboangusta är en tvåvingeart som beskrevs av Alexander 1972. Limonia alboangusta ingår i släktet Limonia och familjen småharkrankar. Inga underarter finns listade i Catalogue of Life.